# 冯改朵
冯改朵（1957年8月—），女，山西省稷山县人，中华人民共和国政治人物。
1976年9月，加入中国共产党。1993年，担任中共闻喜县委常委、副县长；1995年，升任平陆县县长；1997年，任中共朔州市委常委。2008年，任朔州市副市长、代理市长、市长。2012年，升任山西省监察厅厅长。